# Tekija (Kladovo)
Tekija (em cirílico:Текија) é uma vila da Sérvia localizada no município de Bor, pertencente ao distrito de Bor, na região de Ključ. A sua população era de 967 habitantes segundo o censo de 2002.

## Demografia
| 1948  | 1953  | 1961  | 1971  | 1981  | 1991  | 2002 |
| ----- | ----- | ----- | ----- | ----- | ----- | ---- |
| 1 385 | 1 477 | 1 635 | 1 342 | 1 231 | 1 129 | 967  |